# Kahurangi-Nationalpark
Der 1996 gegründete Kahurangi-Nationalpark (englisch: Kahurangi National Park) ist mit 4520 km² das zweitgrößte unter Naturschutz stehende Gebiet Neuseelands. Er nimmt praktisch die gesamte Nordwestecke der Südinsel ein.

## Geographie
Den größten Teil des Kahurangi-Nationalparks nehmen die nördlichsten Ausläufer der Neuseeländischen Alpen ein; ein kleinerer Teil des Parks besteht aus Flachland. Seine vielfältige Landschaft umfasst u. a. Wildflüsse, Hochebenen, Bergwiesen mit alpiner Vegetation, Küstenwälder sowie eine Karstlandschaft, die das längste Höhlensystem Neuseelands besitzt. Der geologische Aufbau der Region ist außergewöhnlich komplex und auch Neuseelands ältestes Fossil (mit einem Alter von über 500 Millionen Jahren) wurde hier gefunden.

## Flora & Fauna
Kahurangi – der Name bedeutet übersetzt etwa „wertvoller Besitz“ – hat unter allen neuseeländischen Parks die artenreichste Flora: 1226 von 2450 einheimischen Pflanzenarten kommen hier vor, 71 von ihnen nirgendwo anders. Dabei gibt es, je nach Standort, sehr unterschiedliche Habitate; die sich unter anderem nach der Höhenlage oder dadurch, ob sie auf der Ost- oder der niederschlagsreicheren Westseite liegen, unterscheiden. Die Tierwelt des Nationalparks wird, da es in der ursprünglichen Fauna Neuseelands keine Säugetiere gegeben hat, von ihren Vogelarten dominiert. Von zoologischem Interesse sind auch diverse Arten großer fleischfressender Landschnecken, die hier vorkommen.

## Infrastruktur
Über den Tākaka Hill Saddle führt der New Zealand State Highway 60 von Motueka kommend an den Nationalpark. Der Highway ist die einzige befestigte Querung der Wharepapa / Arthur Range und stellt damit die einzige Straße dar, die von Westen an den Nationalpark führt.

## Tourismus
Der Kahurangi-Nationalpark ist besonders bei Wanderern beliebt, da er über ein ausgedehntes, durch spektakuläre Landschaften führendes, Wanderwegenetz mit mehreren Schutzhütten verfügt. Einer dieser Wanderwege ist der 78,4 km Heaphy Track, benannt nach Charles Heaphy, der komplett durch den Nationalpark führt. Das Herz des Parks bildet die 87.000 ha große, besonders streng geschützte Tasman Wilderness Area in der es keinerlei Wege oder andere Veränderungen durch Menschenhand gibt.